# Galina Petrowna Andrejewa
Galina Petrowna Andrejewa (russisch Галина Петровна Андреева; * 5. Juli 1933 in Moskau; † 15. Mai 2016 ebenda) war eine sowjetische bzw. russische Dichterin und Übersetzerin.

## Leben
Andrejewa studierte am Moskauer Staatlichen Pädagogischen Institut für Fremdsprachen (Abschluss 1957) und an der Lomonossow-Universität Moskau (MGU) in der Fakultät für Journalistik (Abschluss 1967). Sie arbeitete darauf als Stewardess auf den Flügen  Moskau-Chabarowsk und Moskau-Nowosibirsk (nicht ins Ausland wegen Unzuverlässigkeit), als Übersetzerin und als Redakteurin.
In der Mitte der 1950er Jahre schloss sich Andrejewa der Tschertkow-Gruppe an, die sich nun in ihrer Wohnung, genannt Montmartre-Mansarde, traf. Ihre ersten Veröffentlichungen erschienen 1993. Ihre Schwerpunkte waren Liebeslyrik und Landschaftslyrik.
Andrejewa übersetzte Werke von John Donne, Estanislao del Campo und anderer englischer, französischer, kanadischer, lateinamerikanischer und georgischer Dichter.
Andrejewa starb am 15. Mai 2016 in Moskau und wurde auf dem Chowanskoje-Friedhof begraben.